# Ali i Koranen

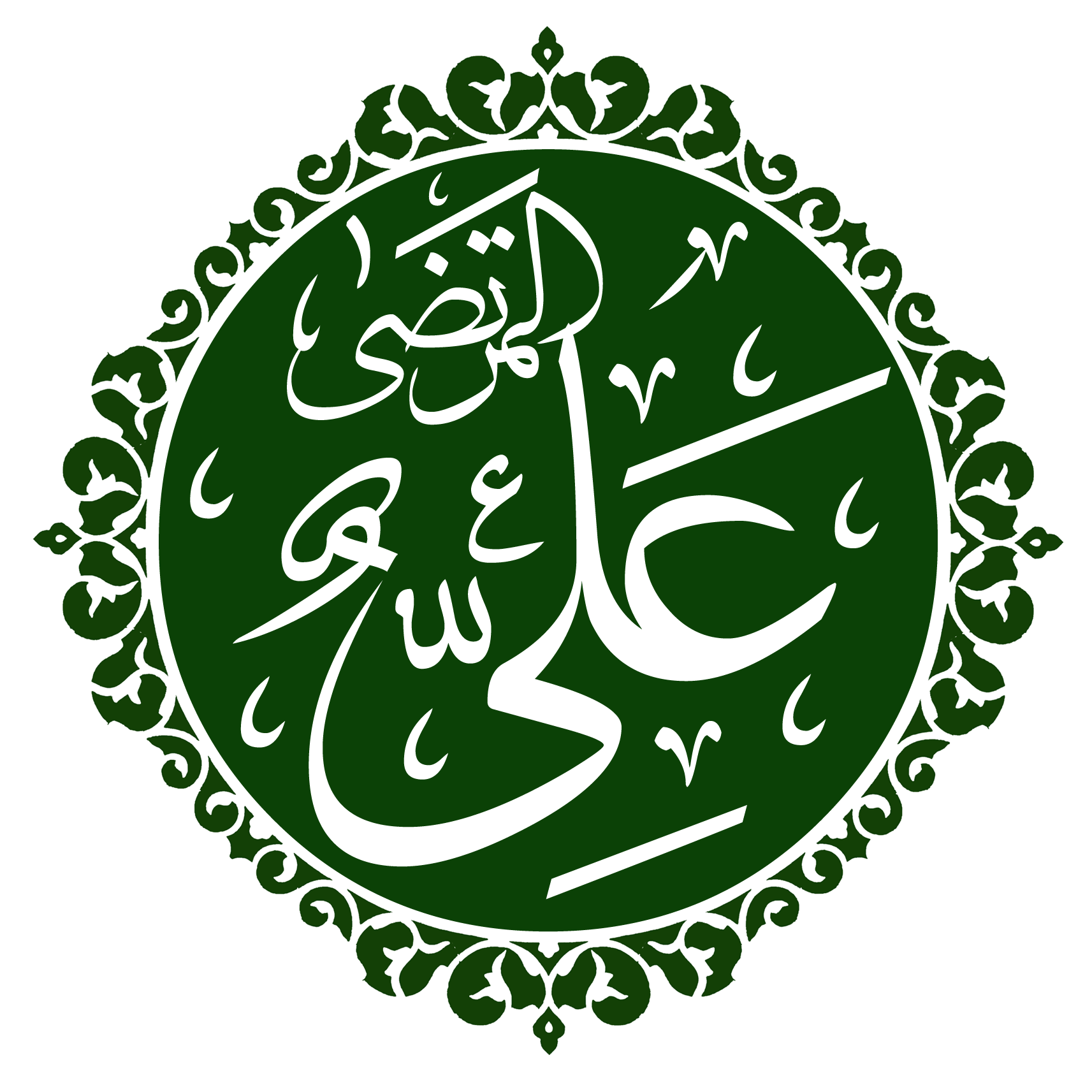
Alis namn på arabiska.

Både sunnitiska och shiitiska lärda anser att många verser i Koranen refererar till fjärde kalifen och förste shiaimamen Ali ibn Abi Talib. Majoriteten av islamiska exegeter förnekar dock att han uttryckligen nämns. Det har argumenterats att ifall Alis namn hade stått i Koranen så hade det varit möjligt att det hade funnits motståndare till Alis ledarskap, och att de därför skulle kunnat ha gjort motstånd mot eller försökt förvanska Koranen. Den sjätte shiaimamen Jafar al-Sadiq har även argumenterat att Alis ledarskap är samma sak som bönen, zakat och hajj vilka har nämnts generellt i Koranen, men inte i detalj. Utan snarare var det den islamiske profeten Muhammed som uttryckte den exakta metoden för att utföra sådana plikter och deras detaljer.

## Koranverser gällande Ali
Det finns flera verser i Koranen som handlar om Ali ibn Abi Talib. Några av dem nämns nedan.

### Vers 2:207
﴾وَمِنَ النَّاسِ مَن يَشْرِي نَفْسَهُ ابْتِغَاء مَرْضَاتِ اللّهِ وَاللّهُ رَؤُوفٌ بِالْعِبَادِ﴿
| ” | Det finns också den människa som är beredd att offra sig själv för att vinna Guds välbehag. - Gud ömmar för Sina tjänare. (Bernströms översättning av Koranen 2:207) | „ |

Mohammad Ghazali och alla shiitiska kommentatorer säger att vers 2:207 uppenbarades för att prisa Ali ibn Abi Talib, när han sov i Muhammeds säng under natten till hijra. I Mecka hade islams motståndare kommit överens om att en från varje stam skulle gå till Muhammeds hus under natten och döda honom tillsammans. Muhammed som sägs ha fått veta om planen från Gud, lämnade Mecka för Medina och bad Ali att sova i hans säng för att fienderna skulle tro att det var Muhammed som låg i sängen.

### Vers 3:61
﴾فَمَنْ حَآجَّكَ فِيهِ مِن بَعْدِ مَا جَاءكَ مِنَ الْعِلْمِ فَقُلْ تَعَالَوْاْ نَدْعُ أَبْنَاءنَا وَأَبْنَاءكُمْ وَنِسَاءنَا وَنِسَاءكُمْ وَأَنفُسَنَا وأَنفُسَكُمْ ثُمَّ نَبْتَهِلْ فَنَجْعَل لَّعْنَةُ اللّهِ عَلَى الْكَاذِبِينَ﴿
| ” | Om någon vill tvista med dig om detta, sedan du tagit emot den kunskap som har kommit dig till del, säg då: "Låt oss kalla våra söner och era söner, våra kvinnor och era kvinnor, ja, låt oss alla samlas och ödmjukt be Gud att Han avkunnar Sin dom, och låt oss nedkalla Guds fördömelse över alla som ljuger." (Bernströms översättning av Koranen 3:61) | „ |

Denna vers refererar till mubahala-händelsen som nämnts i alla böcker om historia, traditioner och tafsir som skrivits av muslimska lärda. I versen tillåts Muhammed att ta med sig sina "söner", "kvinnor" och sina "jag" (anfus). De som han valde var endast hans dotter Fatima (som hans kvinnor), hennes man Ali (som hans "jag" (nafs; singular för anfus på arabiska)) och deras två söner Hasan och Husayn (som hans söner/ättlingar).

### Vers 5:55
﴾إِنَّمَا وَلِيُّكُمُ اللّهُ وَرَسُولُهُ وَالَّذِينَ آمَنُواْ الَّذِينَ يُقِيمُونَ الصَّلاَةَ وَيُؤْتُونَ الزَّكَاةَ وَهُمْ رَاكِعُونَ﴿
| ” | Era beskyddare är inga andra än Gud och Hans Sändebud och de [övriga] troende - de som förrättar bönen och betalar allmoseskatten och som böjer rygg och knän [inför Gud]. (Bernströms översättning av Koranen 5:55) | „ |

I tafsirböcker och historieböcker, både i shiitiska och sunnitiska källor, har det nämnts att vers 5:55 uppenbarades efter en händelse, i vilken Ali ibn Abi Talib gav sin ring till en fattig tiggare i form av allmosa samtidigt som han stod i hukande position i bön.